# Adam Astill
Adam Astill es un actor británico, más conocido por haber interpretado a Simon Bennett en la serie Mistresses y a Dan Hamilton en Holby City.

## Carrera
En 1999 interpretó a Barton St. P.C. en la serie The Bill durante el episodio "Sweet Sixteen", más tarde apareció de nuevo en la serie esta vez interpretando al doctor Josh Thomas en el episodio "Be a Man". Ese mismo año apareció en su primera película Julie and the Cadillacs donde interpretó a Gus.
Entre el 2004 y el 2005 apareció en las exitosas series británicas Hollyoaks y en EastEnders donde interpretó al oficial Bull.
En el 2008 obtuvo un pequeño papel en la película Last Chance Harvey donde interpretó a un empresario, la película fue protagonizada por Dustin Hoffman, Emma Thompson y Eileen Atkins. También apareció como invitado en las series médicas Casualty y en Doctors.
Ese mismo año se unió al elenco de la serie Mistresses donde interpretó a Simon Bennett quien tiene una aventura con Jessica Fraser a pesar de estar casado con Miranda. Adam interpretó a Simon hasta el final de la serie en el 2010.
El 15 de febrero de 2011 se unió al elenco principal de la serie británica Holby City donde interpretó al doctor consultante y confundido acerca de su sexualidad Dan Hamilton, hasta el 10 de julio de 2012 luego de que su personaje decidiera dejar el hospital.
En el 2017 se unió al elenco principal de la serie EastEnders donde interpreta a Luke Browning, el hijo de James Willmott-Brown y Elizabeth Willmott-Brown, y hermano de Fi Browning y medio hermano de Josh Hemmings, hasta ahora. El actor Henry Power interpretó a Luke en 1987.

## Filmografía

### Series de televisión
| Año             | Título                      | Personaje               | Notas                                         |
| --------------- | --------------------------- | ----------------------- | --------------------------------------------- |
| 2000            | Coupling                    | Camarero                | 2 episodios                                   |
| 2001            | The Savages                 | Hombre de Moda          | episodio "Learning to Cook"                   |
| 2001            | Silent Witness              | Reportero de Televisión | episodio "Faith"                              |
| 2002            | My Family                   | Tom                     | episodio "Misery"                             |
| 2002            | Believe Nothing             | Rey de Noruega          | episodio "The Unhappy Eater"                  |
| 2002            | Black Books                 | Constructor             | episodio "Fever"                              |
| 2002            | Beast                       | Dueño de Big Dog        | episodio "Cow"                                |
| 2003            | The Last Detective          | Trevor                  | episodio "Moonlight"                          |
| 2004            | All About Me                | Policía                 | episodio "Downloading"                        |
| 2004            | Hollyoaks                   | Mr. Phillips            | episodio del 7 de mayo                        |
| 2005 - 2006     | EastEnders                  | D.C. Bull               | 2 episodios                                   |
| 2006            | The Amazing Mrs Pritchard   | Maestro                 | episodio # 1.3                                |
| 2006            | Hotel Babylon               | Esposo                  | episodio # 1.2                                |
| 2007            | The Roman Mysteries         | Phrixus                 | episodio "The Dolphins of Laurentum"          |
| 2008            | Doctors                     | Dave Woodhouse          | episodio "Kiss of Death"                      |
| 2008            | Harley Street               | Tom                     | episodio # 1.3                                |
| 2008            | Casualty                    | Nigel Greenway          | episodio "I Can Hear the Grass Grow"          |
| 2008 - 2010     | Mistresses                  | Simon Bennett           | 13 episodios                                  |
| 2009            | Monday Monday               | Dan                     | episodio # 1.4                                |
| 2010            | Spirit Warriors             | Papá de Trix            | episodio "The Cave of Gosths"                 |
| 2010            | The Bill                    | Dr. Josh Thomas         | episodio "Be a Man"                           |
| 2011            | Secret Diary of a Call Girl | Liam                    | 2 episodios                                   |
| 2011            | Rosamunde Pilcher           | William                 | episodio "Herzensfragen"                      |
| 2011 - 2012     | Holby City                  | Dr. Dan Hamilton        | 47 episodios                                  |
| 2012            | Crime Stories               | Andy Collins            | episodio # 1.15                               |
| 2013            | Toast of London             | PC. Thomas Ledger       | episodio "Submission"                         |
| 2013            | Doctors                     | Elliot Carver           | episodio "Remission"                          |
| 2013            | Law & Order: UK             | Gareth Wilks            | episodio "Dependent"                          |
| 2013            | Father Brown                | Rev. Wilfred Bohun      | episodio "The Hammer of God"                  |
| 2014            | Coronation Street           | Dominic Saul            | 3 episodios                                   |
| 2014            | Our Girl                    | Mayor Beck              | 3 episodios                                   |
| 2014            | New Tricks                  | Lee Connery             | episodio "In Vino Veritas"                    |
| 2014            | Birds of a Feather          | Julian                  | episodio "You Can't Always Get What You Want" |
| 2015            | Unforgotten                 | Matt Slater             | 4 episodios                                   |
| 2015            | Humans                      | Periodista              | 2 episodios                                   |
| 2015            | World's End                 | Marcus Roberts          | 5 episodios                                   |
| 2015 - 2016     | Doctors                     | Anthony Harker          | 51 episodios                                  |
| 2016            | Guilt                       | Colin Purferoy          | 2 episodios                                   |
| 2017 - presente | EastEnders                  | Luke Browning           | 20 episodios                                  |

### Películas
| Año  | Título                  | Personaje     | Notas                 |
| ---- | ----------------------- | ------------- | --------------------- |
| 1999 | Julie and the Cadillacs | Gus           | junto a Tina Russell  |
| 2008 | Last Chance Harvey      | Empresario    | junto a Adrien Brody  |
| 2009 | Holy Water              | Brendan Doyle | junto a John Lynch    |
| 2010 | Abroad                  | Nigel         | junto a Liane Balaban |

## Premios y nominaciones
| Año  | Categoría           | Premio             | Serie   | Resultado |
| ---- | ------------------- | ------------------ | ------- | --------- |
| 2016 | Villian of the Year | British Soap Award | Doctors | Nominado  |